# Kasteel Osen

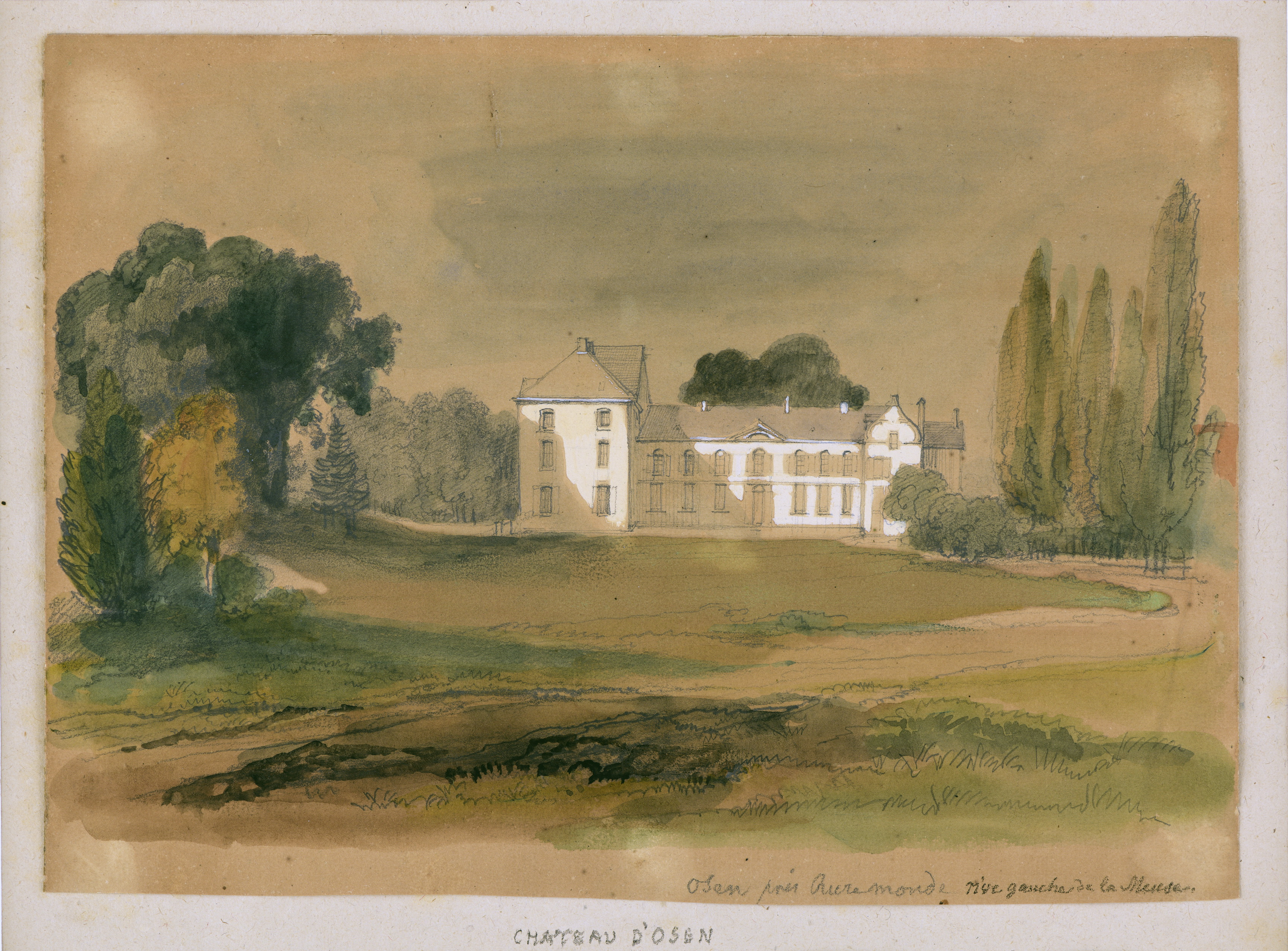
Kasteel Osen op een aquarel van Théodore Schaepkens, ca. 1840?

Kasteel Osen was een kasteel met bijbehorend landgoed, behorend tot de buurtschap Osen in de Nederlandse gemeente Maasgouw.

## Geschiedenis
Osen werd voor het eerst vermeld in 1326, en was toen een leen van Gelre. Het werd ook wel Wezemael genoemd, en de heer was Heynrick van Oze. In 1473 was sprake van ene Heynrick Snijdewind en in 1474 sprak men van de Nyehoff te Oesen. In 1550 kwam het kasteel voor het eerst voor op een landkaart, en wel als den hoff ten Osen. In 1606 was het goed in bezit van Antoon van de Steen, en zijn vrouw Catharina Drijvener.
Hun dochter, Anna van der Steen huwde Wolter van Meer, die drossaard was te Valkenburg. Aldus kwam het kasteel in bezit van de familie De Meer. De daaropvolgende eigenaren waren Antoon Gerard de Meer (1647-1734), vervolgens Joannes Renerus Josephus de Meer (1688-1770) welke ongehuwd bleef. De tweede zoon, Frederik Victor de Meer (1691-1765), trouwde in 1730 en werd toen heer van Osen. In 1727 had hij ook de heerlijkheid Dalenbroek gekocht. Vervolgens trad de zoon Reiner Frederik de Meer (1733-1809) op als heer van Osen. Ondertussen was het feodale stelsel afgeschaft en was hij slechts kasteelheer. Ook hij bleef ongehuwd en het kasteel vererfde op zijn neef, Frederic Joseph Ramon Felix Manoël de Meer (1785-1869), die in 1842 in de adelstand werd verheven en zich sindsdien baron mocht noemen.
Hij was getrouwd met gravin De Affaytadi de Ghistelles. Het echtpaar kreeg één dochter, Emilia Josephina, barones de Meer de Osen, welke in 1844 trouwde met Theodoor Maurus Constantijn Karel de Geloes d'Elsloo. Aldus ging het kasteel naar een andere familie over. Deze Theodoor nu hield van gokken en moest vanwege zijn oplopende schulden zijn bezittingen een voor een verkopen.
In 1887 werd ook Osen verkocht, en wel aan de familie Jurgens. Het landgoed besloeg 300 hectare en omvatte naast het kasteel ook een pachthoeve. Eigenaar werd Arnoldus Joannes Jurgens (1842-1912). In 1894 werd het kasteel gesloopt en onduidelijk is of er een nieuw bouwwerk tot stand kwam. Arnoldus' dochter, Maria Theodora Jurgens, welke gehuwd was met Willem Henricus Jacobus Theodorus van Basten Batenburg. Het landgoed werd echter weldra onteigend ten behoeve van Maaskanalisatie en de aanleg van Sluis Linne, welke in 1915 werd gestart. In 1925 werd het complex geopend.